# Dictyospermum ovalifolium
Dictyospermum ovalifolium är en himmelsblomsväxtart som beskrevs av Robert Wight. Dictyospermum ovalifolium ingår i släktet Dictyospermum och familjen himmelsblomsväxter. Inga underarter finns listade.